# Simone Martin-Chauffier
Simone Martin-Chauffier, született: Simone Duval (Brest, 1902. augusztus 29. – Párizs, 1974. március 24.) francia írónő.

## Élete
1921-ben ment feleségül az író és újságíró Louis Martin-Chauffierhez. 1940 júliusában Boris Vildé több párizsi értelmiségi, valamint a Musée de l'Homme munkatársainak társaságában a megszálló német csapatok elleni tevékenységbe kezdett. A Francia ellenállás e csoportját Comité National de Salut Public-nak nevezték. Működésük elején a csoportot Boris Vildé, Anatole Lewitsky és Yvonne Oddon alkották, később csatlakozott hozzájuk Jean Cassou, Pierre Walter, Léon-Maurice Nordmann, Claude Aveline, Émilie Tillion és leánya Germaine Tillion, Simone Martin-Chauffier, Jacqueline Bordelet, René Sénéchal, Marcel Abraham, Agnès Humbert és sokan mások. A ma történészei ezt az ellenállócsoportot mint Réseau du Musée de l'Homme említik. 1940-ben férjével együtt Lyonba utazott, ahol férje az egyik legfontosabb titkos napilap, a Libération szerkesztője lett (1942-től 1944. áprilisáig). Collonges-au-Mont-d'Or-ban telepedtek le, házuk hamarosan az ellenállás egyik legfontosabb találkozóhelye lett. Számos titkos ülést tartottak a déli övezet ellenálló vezetőinek, ideértve az övezet koordinációs bizottsága 1942. november 27. tartott alapító ülését is. Simone ezt az időszakot À bientôt quand même című, posztumusz megjelent regényében idézte fel.
Magyarul egyetlen ifjúsági regénye jelent meg a Delfin könyvek-sorozatban Kalandok a kalózhajón címmel, 1966-ban.

## Válogatott munkái
- Aujourd hui comme hier (1952)
- La première personne (1955)
- L'autre chez les corsaires (1959)
- À bientôt quand même (1976)

### Magyarul
- Kalandok a kalózhajón. Regény; ford. Gordon Etel; Móra, Bp., 1966 (Delfin könyvek)